# Le Meurtre que je n'ai pas commis
Pour plus de détails, voir Fiche technique et Distribution.
Le Meurtre que je n'ai pas commis est un téléfilm américain diffusé en 1993.

## Synopsis
C'est l'histoire vraie de Laurie Bembenek, accusée d'avoir assassiné l'ex-femme de son mari.

## Fiche technique
- Titre original : Woman on the Run: The Lawrencia Bembenek Story
- Réalisation : Sandor Stern
- Scénario : Sandor Stern
- Photographie :
- Musique : Peter Manning Robinson
- Société de production :
- Durée : 127 minutes
- Pays :  États-Unis

## Distribution
- Tatum O'Neal (VF : Céline Monsarrat) : Lawrencia « Laurie » Bembenek
- Bruce Greenwood (VF : Michel Vigné) : Fred Schultz
- Peggy McCay : Virginia Bembenek
- Colin Fox : Joe Bembenek
- Kenneth Welsh : Don Eisenberg
- Catherine Disher : Judy Zess
- Alan Jordan : le procureur
- Ron White : inspecteur Rogers
- Saul Rubinek (VF : Michel Lasorne) : William Bryson
- Alex McArthur (VF : Nicolas Marié) : Nick Marrocco
- Barbara Eve Harris : Zena Jackson
- Ari Magder : Sean Schultz
- Graham Losee : Shannon Schultz
- Gail Webster : Christine Schultz
- David Ferry : inspecteur Fell
- Ted Simonett : le juge Skwieraski
- Nancy Anne Sakovich : Kim
- Dan Redican : Marty Blaine
- Chantal Craig : Sherry Wonaker